# قرينة الجرم
قرينة الجرم هو أي قرينة في نظام العدالة الجنائية تقضي بأن الشخص مذنب بارتكاب جريمة، على سبيل المثال افتراض أن المشتبه فيه هو مذنب ما لم أو حتى تثبت براءته.
قد تنشأ مثل هذه القرينة بشكل شرعي من قاعدة القانون أو القاعدة الإجرائية للمحكمة أو هيئة قضائية أخرى تحدد كيفية إثبات الحقائق في القضية، ويمكن أن تكون قابلة أو غير قابلة للدحض. يمكن للدفاع عدم طعن قرينة الواقعة غير القابلة للدحض، ويتم اعتبار قرينة الواقعة على أنه قد تم إثباتها. تنقل القرينة القابلة للدحض عبء الإثبات على عاتق الدفاع، الذي يجب عليه جمع وتقديم الأدلة لإثبات براءة المشتبه به، من أجل الحصول على البراءة. إن قرينة الواقعة القابلة للدحض، والتي تنشأ أثناء سير المحاكمة نتيجة لحالات وقائعية محددة (على سبيل المثال أن المتهم قد فرّ)، تكون شائعة؛ لكن قرينة الجرم الافتتاحية والمستندة إلى مجرد حقيقة أن المشتبه به قد تم اتهامه تعتبر غير شرعية في العديد من البلدان وهذا يتعارض مع المعايير الدولية لحقوق الإنسان. وفي الولايات المتحدة، تُعتبر قرينة الجرم غير القابلة للدحض غير دستورية.
قد تنشأ قرائن الجرم غير الرسمية وغير القانونية من مواقف أو تحيزات أولئك أمثال القضاة أو المحامين أو ضباط الشرطة الذين يديرون النظام. وقد تؤدي مثل هذه القرائن إلى تقديم المشتبه بهم الأبرياء أمام المحكمة لمواجهة تهم جنائية، مع خطر أن تتم إدانتهم بشكل غير لائق.

## تعريف
وفقاً لهربرت ل.باكر، «سيكون من الخطأ التفكير على أن قرينة الجرم هو نقيض قرينة البراءة الذي اعتدنا على التفكير فيه باعتباره محور العملية الجنائية والذي... يحتل مكاناً مهماً في نموذج الإجراءات القانونية الواجبة». إن قرينة الجرم تعطي الأولوية للسرعة والكفاءة على الموثوقية، وتسود في حالة غياب الإجراءات القانونية الواجبة.
في قضية الدولة ضد برادي (1902) 91 NW 801، قال ويفر جيه: "إن قرائن الجرم" وقضايا الجرم "ظاهرة الوجاهة" في محاكمة يكون فيها طرف متهم بارتكاب جريمة لا تعني أكثر من إثبات وقائع معينة، فإن هيئة المحلفين سيكون لها ما يبررها في إدانة المتهم بالجريمة المنسوبة إليه".

## حقوق الإنسان
في قضية "مدير النيابة العامة ضد لابافارد وآنور (Labavarde and Anor) قال نيرونجون (Neerunjun CJ) إن المادة 11(1) من الإعلان العالمي لحقوق الإنسان والمادة 6(2) من اتفاقية حماية حقوق الإنسان والحريات الأساسية سيتم التعدي عليهما إذا "كان العبء بأكمله. . . يقع على الدفاع عن طريق إنشاء قرينة الجرم لمجرد تفضيل التهمة الجنائية".

## أنظمة التحقيق
يُقال أحياناً أنه في أنظمة التحقيق، يكون المدعى عليه مذنباً حتى تثبت براءته. ولقد قيل أيضاً أن هذه أسطورة وأنها «تصور مشترك للمحامين الإنجليز» سابقاً.
لا تتوافق قرينة الجرم مع قرينة البراءة وهي تحرك نظام العدالة الاتهامي نحو محاكم التفتيش.

## قرائن القانون العام
إن هنالك نوعان على الأقل من قرينة الجرم بموجب قانون إنجلترا، والتي نشأت عن حكم القانون أو القاعدة الإجرائية للمحكمة أو هيئة قضائية أخرى وحددت كيفية إثبات الوقائع في القضية، ويمكن أن تكون إما قابلة للدحض أو غير قابلة للدحض. وهما:
- قرينة الجرم الناشئة عن سلوك الطرف المتهم
- قرينة الجرم الناشئة عن حيازة ممتلكات مسروقة يمكن إثباتها

## نتائج
قيل إن المفاوضة أو المساومة القضائية تنطوي على قرينة الجرم. وتصرح نقابة المحامين الأمريكية بأن الأشخاص ذوي الموارد المحدودة المتهمين بارتكاب جريمة «يجدون أنفسهم محاصرين في ظل نظام يفترض أنهم مذنبون». وقد تؤدي قرينة الجرم من جانب المحققين إلى اعترافات كاذبة، كما تم افتراضه في سلسلة صنع القاتل، وهو مسلسل تلفزيوني وثائقي أمريكي.
ويُقال بأن الاعتقال الوقائي، واحتجاز فرد من أجل جريمة قد يرتكبها، ينطوي عليه قرينة الجرم، أو شيء قريب جداً منه.
إن الإشعار بغرامة ثابتة أو الغرامة الفورية عبارة عن عقوبات تصدرها الشرطة على الجرائم البسيطة التي يصعب فيها الاستئناف وتكلفتها باهظة.

## القرائن غير الدستورية وغير الشرعية وغير الرسمية
تعد قرينة الجرم غير القابلة للدحض غير دستورية في الولايات المتحدة. ومع ذلك، فإن الاعتقال غالباً ما يصبح مرادفاً أو «مختلطاً» بالجرم، كما تفترض آنا روبرتس، أستاذة القانون في الولايات المتحدة. في أذهان المحلفين، يجب أن يكون الشخص المتهم قد ارتكب خطئاً ما.
تعرض نظام العدالة الجنائية في اليابان لانتقادات بسبب استخدامه الواسع لعمليات الاحتجاز التي يُجبر خلالها المشتبه بهم على الإدلاء باعترافات كاذبة أثناء الاستجواب. في عام 2020، غردت وزيرة العدل اليابانية ماساكو موري بخصوص الحاجة إلى شخص ما لإثبات براءتهم في محكمة قانونية. وفي وقت لاحق قامت بحذف التغريدة ووصفتها بأنها «زلة لفظية».
انتقد قاضي المحكمة العليا، السير ريتشارد هنريكس، تدريب الشرطة البريطانية وأساليبها التي يُزعم أنها تؤكد أن «0.1٪ فقط من ادعاءات الاغتصاب كاذبة»، والتي يُعامل فيها جميع المشتكين على أنهم «ضحايا» منذ البداية. ومن الصعب تقييم الانتشار الحقيقي لادعاءات الاغتصاب الكاذبة، لكن من المتفق عليه عمومًا أن اتهامات الاغتصاب كاذبة بنسبة 2٪ إلى 10٪ على الأقل من الوقت، مع وجود نسبة أكبر من الحالات التي لم يثبت صحتها من عدمه.
وتحدث الممثل والمنتج الأمريكي جيريمي بيفن ضد حركة Me Too، حيث يرى أنها «تعرض الحياة للخطر دون جلسة استماع أو إجراءات قانونية أو أدلة». ويُعلق الصحفي بريندان أونيل، على كلام بيفن، على أنه يتم إضعاف قرينة البراءة.
قد تكون قرينة الجرم غير المشروعة ناتجة عن عوامل مثل التحيز العنصري، و«ضجة إعلامية»، والتحيز المعرفي، وغيرها.